# Gushan (Kaohsiung)
Gushan (chinesisch 鼓山區, Pinyin Gǔshān Qū) ist ein Bezirk an der Westküste der taiwanischen Stadt Kaohsiung. Im September 2013 zählte der Bezirk 134.771 Einwohner.
Die Nachbarbezirke Gushans sind Zuoying im Norden  sowie Sanmin und Yancheng im Osten. Im Westen und Süden wird Gushan von der Taiwanstraße begrenzt. Gegenüber der Bucht Xiziwan, dem Südufer von Gushan, liegt in einer Entfernung von etwa 130 m die Nordspitze der Insel Qijin. Zwischen den beiden Ufern verläuft die nördliche Einfahrt des Hafens von Kaohsiung, in der reger Schiffsverkehr herrscht.

## Bildung, Kultur und Sehenswürdigkeiten
Im Bezirk Gushan befindet sich die 1980 errichtete Sun-Yat-sen-Nationaluniversität, eine der bedeutendsten Universitäten Taiwans. Gushan ist reich an touristischen Anziehungspunkten. Vor allem sind hier die Bucht Xiziwan, der Berg Shoushan und das Viertel Hamasen zu nennen, die beliebte Ausflugsziele für Reisende aus dem In- und Ausland sind. Des Weiteren befinden sich im Bezirk Gushan das Kunstmuseum Kaohsiung und das Eisenbahnmuseum Takao.